# Дрогомирецька Мирослава Стефанівна
Миросла́ва Стефа́нівна Дрогомире́цька (нар. 26 березня 1960, Львів) — українська громадська діячка, лікарка, винахідниця, меценатка. Заслужений лікар України, доктор медичних наук, професор, завідувачка кафедри ортодонтії Національної медичної академії післядипломної освіти імені П. Л. Шупика.
Авторка понад 170 наукових праць, 14 патентів, видала 16 навчально-методичних посібників. Засновниця Благодійного фонду «Подаруй дитині посмішку», що опікується ортодонтичним лікуванням дітей-сиріт та дітей з малозабезпечених сімей, які мають вроджені аномалії зубощелепової системи.
Головна позаштатна спеціалістка МОЗ України з питань ортодонтії.
Член Європейського ортодонтичного товариства (EOS), член Всесвітньої федерації ортодонтів (WFO), амбасадорка Американської асоціації ортодонтів (AAO) в Україні, член Італійського ортодонтичного товариства (SIDO), член редакційної ради журналу Orthodontic Forum (офіційне видання Польського ортодонтичного овариства), член редакційної ради журналу IFUNA View (офіційне видання Асоціації функціональної ортодонтії). президент Асоціації Ортодонтів України, віцепрезидент Асоціації приватно практикуючих лікарів-стоматологів України. Головна редакторка журналу «Світ ортодонтії».

## Життєпис і професійна діяльність
У 1982 році закінчила з відзнакою Львівський національний медичний університет імені Данила Галицького за спеціальністю «Стоматологія» та розпочала трудову діяльність лікарки-стоматологині у Коломийській районній стоматологічній поліклініці. З 1983 по 1986 рр. — військова частина міста Коломиї. З 1989 по 1995 рр. працює у стоматологічній поліклініці Львівського державного медичного інституту у відділі дитячої стоматології, поєднуючи навчання з практичною роботою.
У 2003 році захистила кандидатську дисертацію за темою «Профілактика демінарелізації емалі зубів при лікуванні незнімними ортодонтичними конструкціями». А у 2010 році захистила докторську дисертацію з теми: «Патогенетичні принципі ортодонтичного лікування зубо-щелепних аномалій у дорослих при парадонтиті на фоні атеросклерозу та гіпоестрогенії» і отримала вчену ступінь доктора медичних наук за спеціальністю 14.01.22 — «Стоматологія».
Першою в незалежній Україні освоїла незмінну техніку в ортодонтії, яка дала можливість збільшити успішність лікування з 25-30 % випадків до 95-98 %. Крім того, впровадження нової методики дало можливість збільшити ефективність лікування на 50 % і надати допомогу не тільки дітям, але й дорослим.
Дрогомирецька М. С. за часи своєї наукової роботи, навчання та практики стала реформатором післядипломної освіти в Україні зі спеціальності «Ортодонтія». Починаючи з 1998 року вперше в Україні організовала науково-практичні курси з підвищення кваліфікації та вивчення сучасних методик ортодонтичного лікування із залученням провідних закордонних фахівців. У 2003 році заснувала спеціалізований науково-практичний журнал «Світ ортодонтії» і є його головним редактором, а також головним редактором журналу «Your smile». Окрім цього, Дрогомирецька М. С. є членом редакційної ради наукових журналів: «Orthodontic Forum» (офіційне видання польського ортодонтичного товариства) та «Современная ортодонтия». З ініціативи Мирослави Стефанівни у 2008 році створена перша в Україні кафедра ортодонтії у Національній медичній академії післядипломної освіти імені П. Л. Шупика. За роки існуванн кафедри, на ній пройшли спеціалізацію та підвищили кваліфікацію більше 1100 лікарів-ортодонтів. Серед них були підготовлені іноземні спеціалісти з Польщі, Йорданії, Сирії, Ірану, Китаю, Грузії, Узбекистану, Лівії, Азербайджану, Кувейту та інших країн.
За науковий вклад, організаторські здібності, великий авторитет серед лікарів-стоматологів та вагомий внесок у розвиток української медичної галузі, у 2004 році Дрогомирецька М. С. призначена на посаду Головного ортодонта МОЗ України. У 2011 році обрана президентом громадської організації «Асоціація ортодонтів України». Дрогомирецька М. С. є постійним організатором форумів, конференцій, конгресів, симпозіумів в галузі ортодонтії. Останні роки співпрацює з кафедрою ортодонтії Медичного університету в Любліні.
Дрогомирецька М. С. є експерткою МОЗ України з питань ортодонтії, дійсною членом Європейського ортодонтичного товариства (EOS), Всесвітньої федерації ортодонтів (WFO), Амбасадоруою (офіційною представницею) Американської асоціації ортодонтів (ААО) в Україні, членом Італійського ортодонтичного товариства (SIDO), президентом Асоціації ортодонтів України (АОУ), віцепрезидентом Асоціації приватно-практикуючих стоматологів, віцепрезидентом Академії естетичної стоматології, Амбасадоркою Міжнародної асамблеї жінок-підприємців. У 2017 році отримала подяку від ректора НМАПО імені П. Л. Шупика Вороненка Ю. В. з нагоди 10-річного ювілею створення кафедри ортодонії Інституту стоматології.

## Напрямки наукової діяльності
- Оцінка та корекція функціональної оклюзії у ортодонтичних пацієнтів[6]
- Взаємозв'язок постуральної рівноваги та оклюзії
- Нейромʼязева функціональна ортодонтія
- Проблеми апное у дітей із зубо-щелепними аномаліями
- Раннє ортодонтичне лікування
- Остеологія в ортодонтії
- Особливості ортодонтичного лікування патологій зубо-щелепових аномалій у пацієнтів з захворюванням тканин пародонту

## Відзнаки та нагороди
- Почесне звання «Заслужений лікар України»[7] (2006 р.) .
- Повний кавалер ордену княгині Ольги (І — 2015[8], II — 2010[9], III — 2006[10])
- Лауреатка Всеукраїнської премії «Жінка ІІІ тисячоліття» в номінації «Рейтинг» (2010).
- Диплом «За вагомий внесок у розвиток медичної галузі України та покращення здоров'я українського народу»